# Сабірова Маліка Абдурахімівна
Маліка Абдурахімовна Сабірова (тадж. Малика Собирова; *22 травня 1942, Душанбе — 27 лютого 1982) — видатна таджицька театральна артистка-балерина. Народна артистка СРСР (1974).

## З біографії та творчості
Маліка Абдурахімівна Сабірова народилася 22 травня 1942 року в місті Душанбе.
Навчалася у Ленінградському училищі хореографії, яке закінчила з великим успіхом — була однією з найулюбленіших учениць Галини Уланової та Асафа Мессеррера.
У 1961 році обдаровану балерину запросили до трупи театру Опери та Балету імені Айні, одного з провідних театрів і єдиної опери Таджикистану.
У 1969 році Маліка Сабірова була удостоєна золотої медалі на Першому Міжнародному конкурсі артистів балету у Москві.
Виступи Маліки Сабірової в усі часи були дивовижними і приваблювади до театру велику кількість шанувальників балерини. Вона чудово танцювала партії в таких виставах, як «Дон Кіхот», «Жізель», «Лейлі і Меджнун» та інших, ставши по часі прима-балериною Душанбинської опери.
Балетом Маліки Сабірової насолоджувалися не тільки громадяни Радянського Союзу, а й іноземці — балерина активно гастролювала по різних країнах.
Творча діяльність балерини Маліки Сабірової була оцінена на державному рівні — вона була удостоєна Державної премії Таджицької РСР імені Рудакі, двох почесних орденів.
У 39-річному віці 27 лютого 1982 року через невиліковну хворобу Маліка Сабірова померла.